# 蒂勒—梅马克铁路
蒂勒－梅马克铁路（法語：Ligne de Tulle à Meymac）是法国中南部的一条铁路，起于蒂勒站，止于梅马克站，全长54公里，是一条地方性铁路。该铁路在法国铁路系统中的编号为716000。

## 历史
蒂勒－梅马克铁路始建于19世纪中期，由克莱蒙-蒂勒铁路公司（Clermont à Tulle）规划修建，1878年，该公司被国有铁路公司收购，1880年，蒂勒－梅马克铁路全线竣工，自1883年起由巴黎-奥尔良铁路公司运营。1938年，该铁路被法国国营铁路公司接管。

## 路线
蒂勒－梅马克铁路自蒂勒站向南引出，呈“L”型转向东北，沿科雷兹河延伸，最后到达梅马克站。该铁路全线为单线铁路，全线限速为75km/h。

### 车站列表
| 蒂勒－梅马克铁路车站列表 |         |                                                                                           |                       |                  |
| 车站** | 公里数* | 交汇路线                                                                                  | 本线停靠车种          | 可换乘交通       |
| Tulle 蒂勒站 | 597.048 |                                                                                           | TERNouvelle Aquitaine | 蒂勒城市公共交通 |
| Tulle 蒂勒站 | 597.608 | 库特拉－蒂勒铁路（库特拉/布里夫方向）↙                                                    |                       |                  |
| Gimel 日梅勒站 | 609.685 |                                                                                           |                       |                  |
| Corrèze 科雷兹站 | 613.937 |                                                                                           | TERNouvelle Aquitaine |                  |
| Montaignac-St-Hippolyte 蒙泰尼亚克-圣伊波利特站 | 623.115 |                                                                                           | TERNouvelle Aquitaine |                  |
| Égletons 埃格勒通站 | 632.335 |                                                                                           | TERNouvelle Aquitaine |                  |
| Maussac 莫萨克站 | 645.099 |                                                                                           |                       |                  |
| Meymac 梅马克站 | 651.351 | 勒帕莱－埃居朗德-梅尔利讷铁路（利摩日方向）↗ 勒帕莱－埃居朗德-梅尔利讷铁路（于塞勒方向）↓ | TERNouvelle Aquitaine |                  |
| *注：零公里起点为巴黎奥斯特里茨站，经巴黎－波尔多铁路、莱索布赖－蒙托邦铁路、利摩日－佩里格铁路和库特拉－蒂勒铁路延伸； **注：划线车站为已关闭车站，部分完全废弃的车站不在此表中显示 |         |                                                                                           |                       |                  |